# 田口恒夫
田口 恒夫（たぐち つねお、1924年12月21日-2005年10月11日）は、日本の医学者。
静岡県富士宮市生まれ。旧制静岡高等学校文科卒。北海道帝国大学医学部入学、即休学。志願して第15期海軍飛行専修予備学生、海軍少尉となる。1950年北海道大学医学部卒。東京大学医学部助手（整形外科）、1960年「脳性小児麻痺児童の言語障害に関する研究」で東京大学より医学博士の学位を取得。肢体不自由児施設整肢療護園医員、国立聴力言語障害センター言語課長、1963年お茶の水女子大学家政学部児童学科助教授、教授、88年定年退官、名誉教授。2003年11月瑞宝中綬章受章。没後従四位受勲。NHK「ことばの治療教室」に出演した。言語障害が専門。

## 著書
- 『言語障害治療学』医学書院 1966
- 『言語発達の病理』医学書院 1970
- 『ことばを育てる ことばの不自由な子どものための親と先生の集い講演集1』NHK厚生文化事業団 1977
- 『人間的自然が喪われつつある時代の育児とことば』弓立社 1984
- 『育児とことば 私の言語障害児教育観』日本言語障害児教育研究会編 学苑社 シリーズ・「ことばを育てる」1991
- 『子どもの心と言葉を育てる本』リヨン社 2000
- 『今、赤ちゃんが危ない 母子密着育児の崩壊』近代文芸社新書 2002

### 共編著
- 『言語治療用ハンドブック』編 日本文化科学社 1968
- 『ことばの指導 脳性マヒ児のために』改訂版 石川晃子共著 日本肢体不自由児協会 1969
- 『言語発達の臨床』言語臨床研究会 田口編 光生館 1974
- 『児童における人間の探究 人間生活科学講座』水野悌一、浅見千鶴子共著 光生館 1974
- 『言語発達の臨床 第2集』編 光生館 1976
- 『ことばを育てる ことばの遅れた子の指導』増井美代子共著 日本放送出版協会 1976
- 『続・ことばを育てる』増井美代子共編著 日本放送出版協会 1979
- 『言語障害 発達・人間関係・医学からの解明』共著 旺文社 テレビ大学講座 1981
- 『言語発達の遅れ』牧田和子共責任編集 日本文化科学社 言語障害児教育の実際シリーズ 1981

### 翻訳
- マーサ・テイラー『失語症の看護 家族と友人のための手引』原田美奈子共訳 文光堂 1960
- Wendell Johnson, Frederic L.Darley, D.C.Spriestersbach『言語病理学診断法』笹沼澄子、船山美奈子共訳 協同医書出版社 1965
- Viola E.Cardwell『脳性まひ その理解とチームアプローチのために』小池文英共訳 日本肢体不自由児協会 1969
- 米国言語聴覚学会『アメリカの言語治療教室』岡部克己共訳 日本文化科学社 1970
- W.ジョンソン, D.ミーラー共編『教室の言語障害児 第3版』日本文化科学社 1974
- ニコ&エリザベス・A・ティンバーゲン『自閉症・文明社会への動物行動学的アプローチ』新書館 1976　「自閉症・治癒への道」と改題、1987
- セルマ・フレイバーグ『赤ちゃんの愛欠病』日本放送出版協会 1980
- フレデリック・P.マレー『吃音の克服 文明社会のなかの言語障害』岡部克己共訳 新書館 1985
- ビル・モリソン, レニー・ミア・スレイ『パーマカルチャー 農的暮らしの永久デザイン』小祝慶子共訳 農山漁村文化協会 1993

## 論文
- Cinii